# Tapiscia
Tapiscia é um género botânico pertencente à família Staphyleaceae.
1. ↑  «Tapiscia — World Flora Online». www.worldfloraonline.org. Consultado em 19 de agosto de 2020